# Geelbuikbreedbektiran
De geelbuikbreedbektiran (Tolmomyias flaviventris) is een zangvogel uit de familie Tyrannidae (tirannen).

## Verspreiding en leefgebied
Deze soort komt voor in het Amazonegebied en in het oosten van Brazilië. Er zijn drie ondersoorten:
- T. f. aurulentus: van noordelijk Colombia tot de Guyana's en noordelijk Brazilië.
- T. f. dissors: van zuidwestelijk Venezuela tot centraal en noordoostelijk Brazilië.
- T. f. flaviventris: oostelijk Brazilië.

## Status
De grootte van de populatie is niet gekwantificeerd maar de soort wordt omschreven als algemeen. Op de Rode lijst van de IUCN heeft deze soort de status niet bedreigd.